# Dolomius perrieri
Dolomius perrieri là một loài bọ cánh cứng trong họ Cerambycidae.